# Ars Electronica

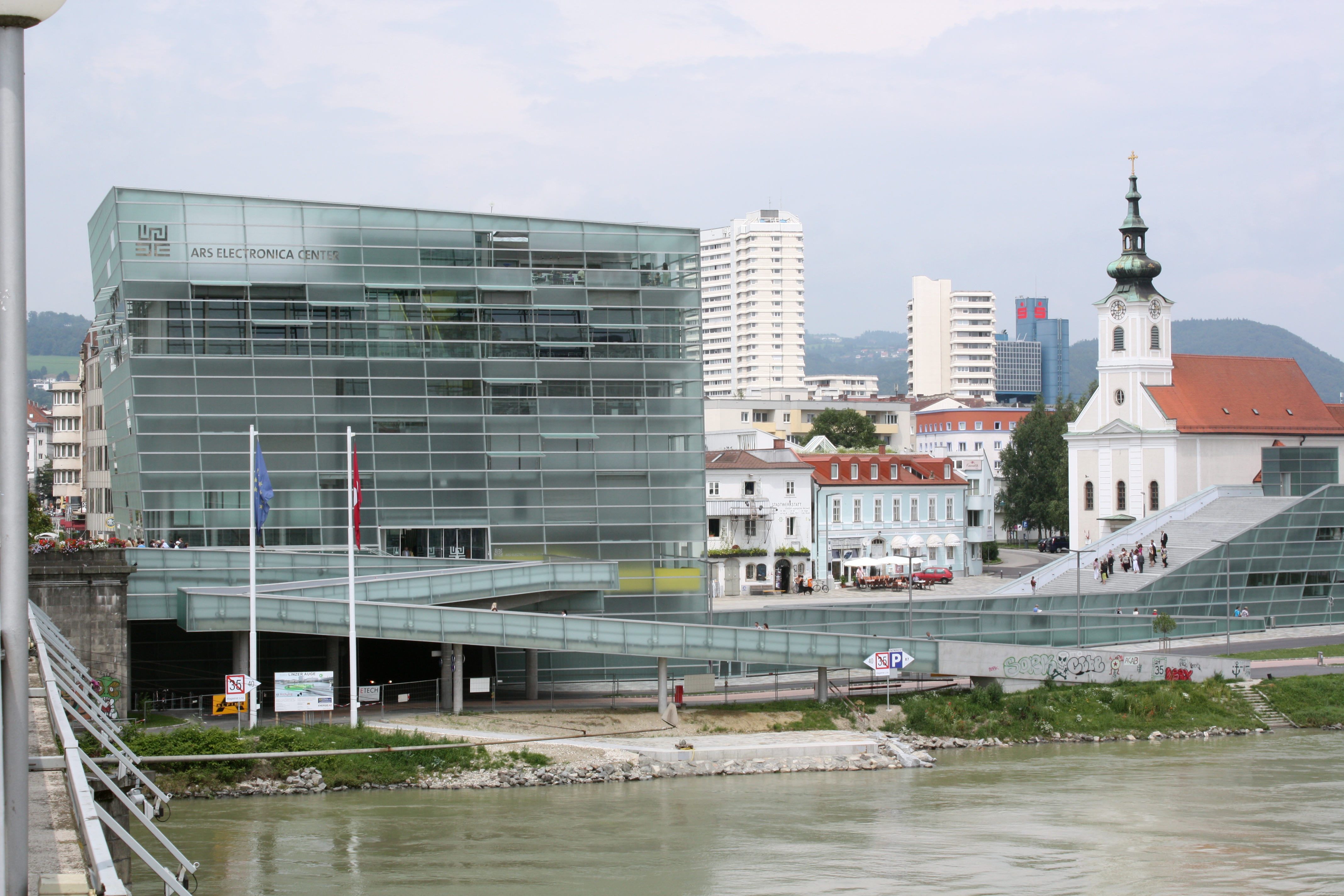
Ars Electronica Center aan de Donau

Ars Electronica Linz GmbH is een Oostenrijks cultureel, educatief en wetenschappelijk instituut dat zich bezighoudt met mediakunst. Het instituut is opgericht in 1979. Het is gevestigd in Linz in het Ars Electronica Center, dat tevens het Museum van de Toekomst huisvest. Ars Electronica houdt zich vooral bezig met de verbanden tussen kunst, technologie en maatschappij. Het organiseert een jaarlijks terugkerend festival en het beheert een multidisciplinaire onderzoeks- en ontwikkelingsfaciliteit genaamd Futurelab. Tevens reikt het instituut de Prix Ars Electronica-prijzen uit.

## Geschiedenis

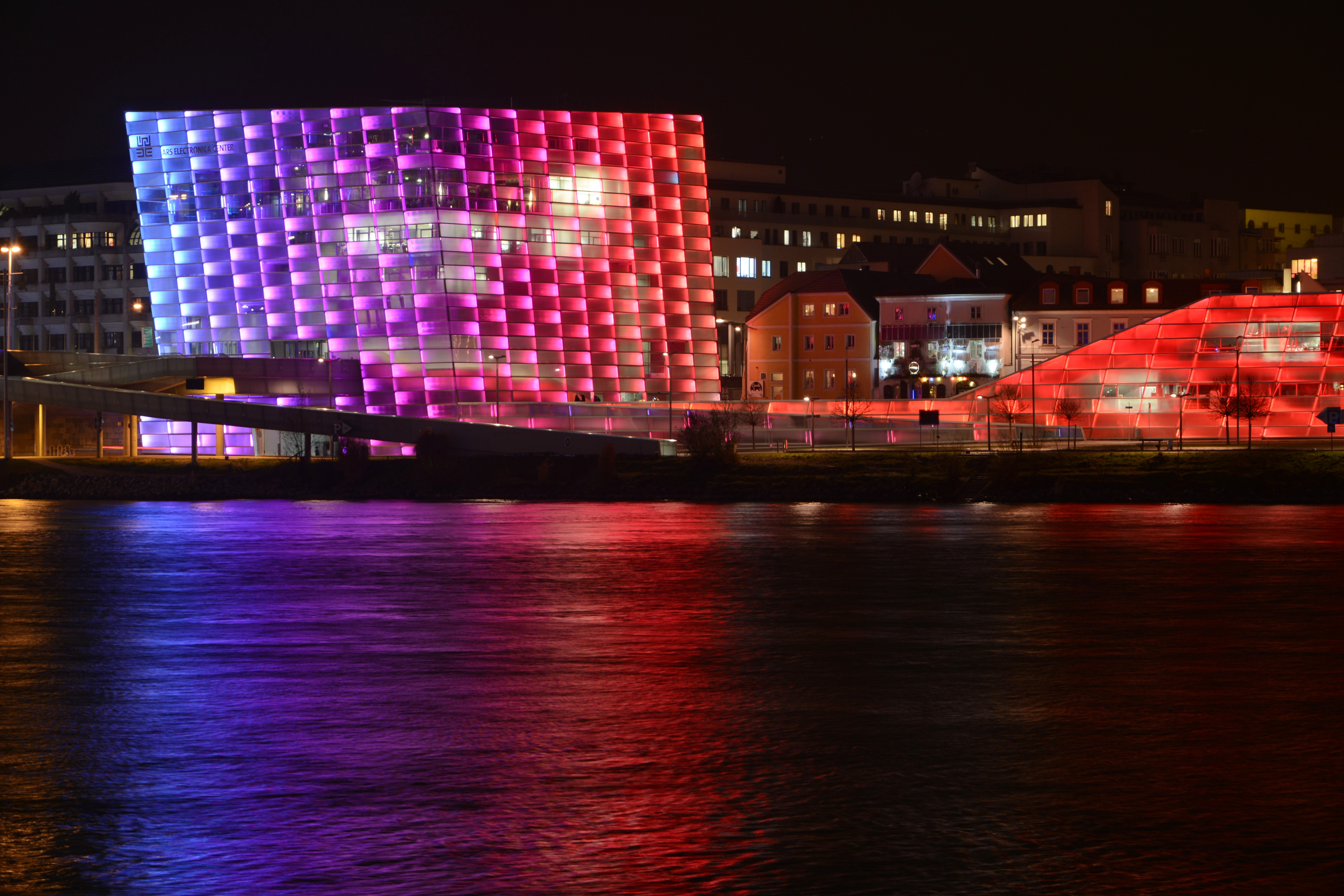
Nachtzicht op het centrum

Ars Electronica organiseerde haar eerste festival in september 1979. De oprichters van het instituut zijn Hannes Leopoldseder, Hubert Bognermayr, Herbert W. Franke, en Ulrich Rützel. Oorspronkelijk werd het festival tweejaarlijks gehouden, en vanaf 1986 jaarlijks. De Prix Ars Electronica werden in het leven geroepen in 1987 en zijn vanaf dat moment elk jaar uitgereikt. De besloten vennootschap Ars Electronica Linz GmbH werd tot stand gebracht in 1995. Het Ars Electronica Center werd samen met het Futurelab geopend in 1996, en werd verbouwd in 2009.
Het instituut gefinancierd door particuliere en commerciële giften, de gemeente Linz, de provincie Opper-Oostenrijk, en de Oostenrijkse staat. Sinds 2014 wordt het instituut voorgezeten door artistiek bestuurder Gerfried Stocker en financieel bestuurder Diethard Schwarzmair.